# Anticollix sparsata
Anticollix sparsata là một loài bướm đêm thuộc họ Geometridae. Nó được tìm thấy ở châu Âu đến Nhật Bản.
Sải cánh dài 20–26 mm. Ấu trùng ăn hoa và lá của Lysimachia vulgaris.

## Hình ảnh

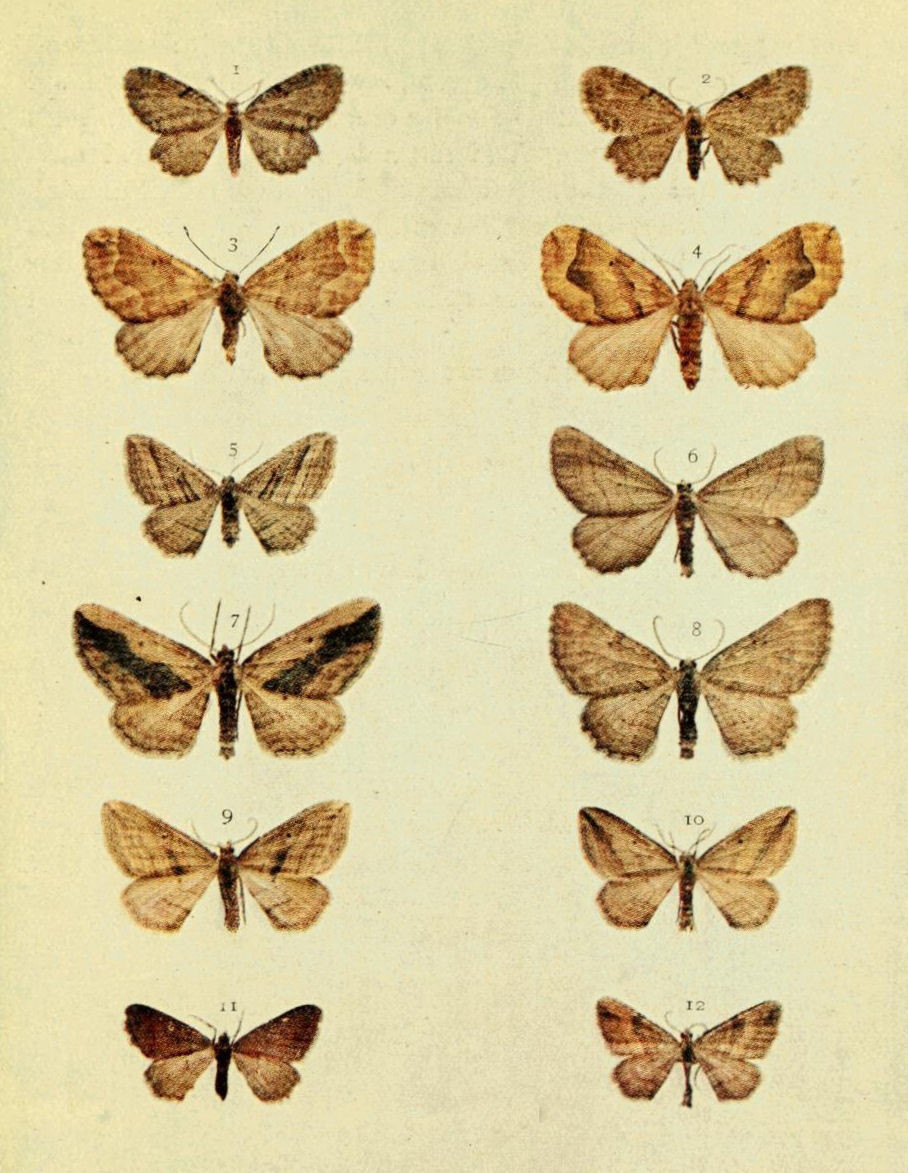